# Gougars

Carte des anciens états géorgiens c. 600 - 150 av. J.C. Gogarène (ici Gogharena) habités par des Gugars en brun pâle (à droite).

Les Gougars (en géorgien : გუგარები, gugarebi) étaient un peuple du Royaume d'Ibérie (Géorgie) dans le Caucase, installé près de la rivière Debeda et mentionné par Strabon .
Il s'agissait vraisemblablement d'un peuple géorgien (kartvélien).
Le toponyme Gogarène, partie intégrante de l'Ibérie du Caucase, est dérivé de leur nom. La région est mentionnée pour la première fois par Strabon qui l'enregistre comme une province d'Ibérie. Plus tard, il a été rebaptisé Gugark, après les conquêtes des dirigeants arméniens d'Arshakid au IIe siècle av. J.C.

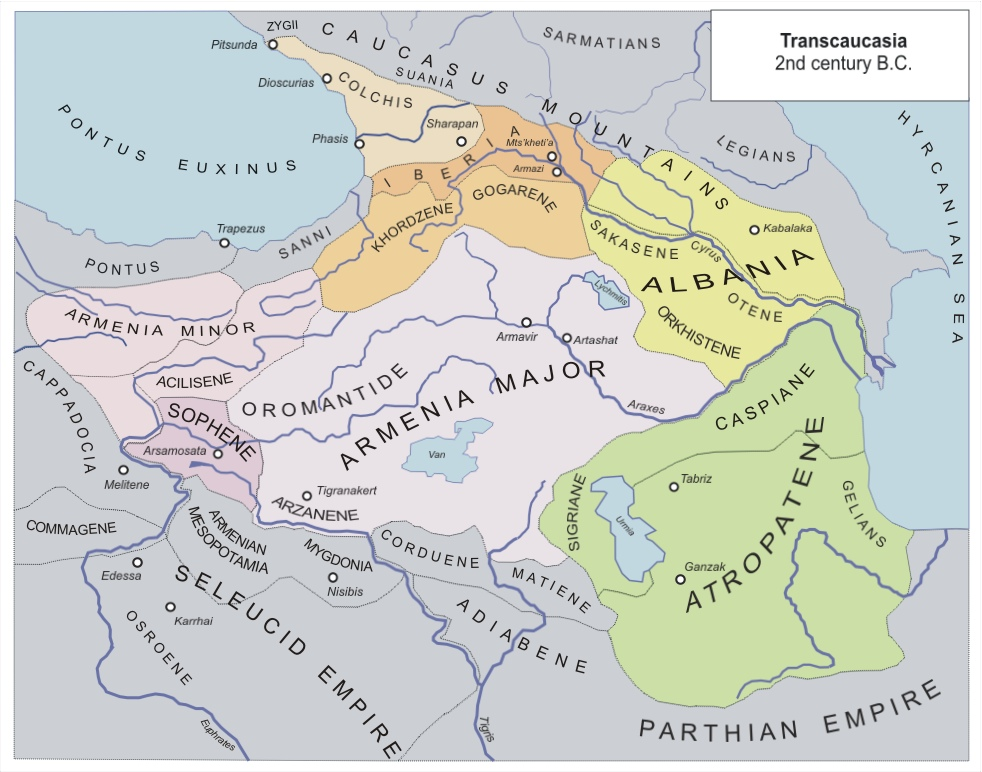
Gogarène, partie intégrante de l'Ibérie, du temps de l'annexion par l'Arménie